# Blăjel
Blăjel (in dialetto sassone Bluesenderf, in ungherese Balázstelke o Villa Blasii, in tedesco Klein-Blasendorf ) è un comune della Romania di 2363 abitanti, ubicato nel distretto di Sibiu, nella regione storica della Transilvania. 
Il comune è formato dall'unione di 3 villaggi: Blăjel, Păucea (Puschendorf), Romanești (Koliben).